# Грань (управляемая мина)
КМ-8 «Грань» — российский комплекс управляемого вооружения для 120-мм нарезных и гладкоствольных миномётов. Разработан в тульском Конструкторском бюро приборостроения.

## Описание конструкции
Основным назначением комплекса является борьба с одиночными и групповыми целями, как небронированными, так и бронированными, а также с инженерными сооружениями. В состав комплекса входят выстрел со 120-мм управляемой миной и метательным зарядом, а также комплекс средств автоматизированного управления огнём «Малахит», который обеспечивает высокую мобильность, а также позволяет применять артиллерийскую мину в сложных условиях пересечённой местности, таких как: узкие проходы, высокие гребни укрытий и обратные скаты. Комплекс может применяться как днём так и в условиях плохой видимости или ночью. Кроме того, возможна стрельба из нескольких орудий, без создания друг другу помех. Для самоходных артиллерийских установок имеется возможность нацеливания снаряда с использованием лазерного дальномера 1Д22 самой самоходки, без применения КСАУО «Малахит».
Основной составляющей комплекса является осколочно-фугасная мина калибра 120-мм. Длина мины составляет 1200 мм. При общей массе в 27 кг, масса боевой части составляет 11,2 кг, а взрывчатых веществ — 5,3 кг. Мина оборудована лазерной головкой самонаведения 9Э430. Мина обеспечивает поражение стационарных и движущихся целей первым выстрелом, без дополнительной пристрелки. Кроме того, способна поражать цели, находящиеся на удалении друг от друга до 300 метров, без изменения углов наведения орудия и режима работы самой мины.

## Оценка комплекса КМ-8
При сравнительной оценке боевой эффективности, комплекс КМ-8 способен обеспечить высокую степень поражения целей в условиях, при которых обычные артиллерийские средства не способны эффективно выполнить поставленную задачу. Недостатком таких боеприпасов является крайне высокая стоимость управляемого боеприпаса, составляющая  30-35 тысяч долларов за штуку. Стоимость одной управляемой мины (на примере УАС стран НАТО) примерно эквивалентна стоимости 250-300  обычных (неуправляемых) минометных мин.

## Боевое применение
В 2016 году секретарь СНБО Александр Турчинов и Минобороны Украины заявляли, что Россия испытывает в ходе войны на Донбассе минометный комплекс КМ-8 «Грань».